# Oberonia delacourii
Oberonia delacourii är en orkidéart som beskrevs av François Gagnepain. Oberonia delacourii ingår i släktet Oberonia och familjen orkidéer.
Artens utbredningsområde är Laos. Inga underarter finns listade i Catalogue of Life.